# Casa de George C. y Winona Flavel
La Casa de George C. y Winona Flavel es una casa construida en 1879 en Astoria, Oregón. Fue inscrita en el Registro Nacional de Lugares Históricos en 1991.Esta fue la residencia del capitán George Conrad Flavel (1855–1923) y su esposa Winona de 1879 a 1901. George Conrad Flavel era hijo de George Flavel (1824–1893), también capitán. La casa fue un regalo de bodas al joven Flavel de su abuelo, Conrad Boelling. George Conrad Flavel se casó con C. Winona Callendar en 1879. Una remodelación de 1893 incluyó la expansión de la casa. La pareja vivió en esta casa hasta 1901, momento en el que se mudaron a una casa más grande y de nueva construcción en 15th Street y Franklin Avenue (también en Astoria) y vendieron la vivienda de 1879. Su casa construida en 1901 también figura en el Registro Nacional, como la Casa del Capitán George Conrad Flavel.